# Bon Docteur Nunatak
Bon Docteur Nunatak är en nunatak i Antarktis. Den ligger i Östantarktis. Frankrike gör anspråk på området. Toppen på Bon Docteur Nunatak är 28 meter över havet.
Terrängen runt Bon Docteur Nunatak är platt åt sydost, men åt sydväst är den kuperad. Havet är nära Bon Docteur Nunatak norrut. Trakten är glest befolkad. Närmaste befolkade plats är Dumont d'Urville Station, 0,73 kilometer väster om Bon Docteur Nunatak. 